# Alfred Perlat
Pour les articles homonymes, voir Perlat.
Alfred Perlat est un photographe français du XIXe siècle. Il a exercé sa carrière à Poitiers entre 1859 et 1898.

## Biographie
Alfred Perlat nait à Poitiers en 1829. De 1852 à 1858, il travaille dans une usine de bougies à La Varenne (commune de Saint-Benoît). En 1858, il s'installe à Poitiers et rachète une librairie à Poitiers où il propose des portraits photographiques. Sa formation n'est pas connue, mais il a pu avoir des contacts avec le photographe Auguste Hippolyte Collard, qui vécut à Poitiers de 1838 à 1853. Il a également du connaître les frères Achille et Honoré Hivonnait, peintres et directeurs de l'école de dessin, qui ont ouvert un atelier de photographie à Poitiers en novembre 1856 et ont photographié les ruines de l'amphithéâtre romain avant sa démolition en 1857.
En mars 1859 il réalise des autoportraits dans le cloître condamné de la collégiale Notre-Dame-la-Grande qu'il offre à la Société des antiquaires de l'Ouest. Ceci lui vaut de recevoir le titre de "photographe officiel de la Société des Antiquaires de l'Ouest" en janvier 1860. Bien qu'il conserve ce titre sur ses en-têtes durant toute sa carrière, il s'agit essentiellement un argument commercial, Perlat n'ayant réalisé qu'un nombre limité de clichés pour la société savante dont il ne devient membre qu'en 1878. Le vendéen Jules Robuchon a plus de succès avec la société, prenant non-officiellement la suite après le départ de Perlat (mais sans titre officiel).

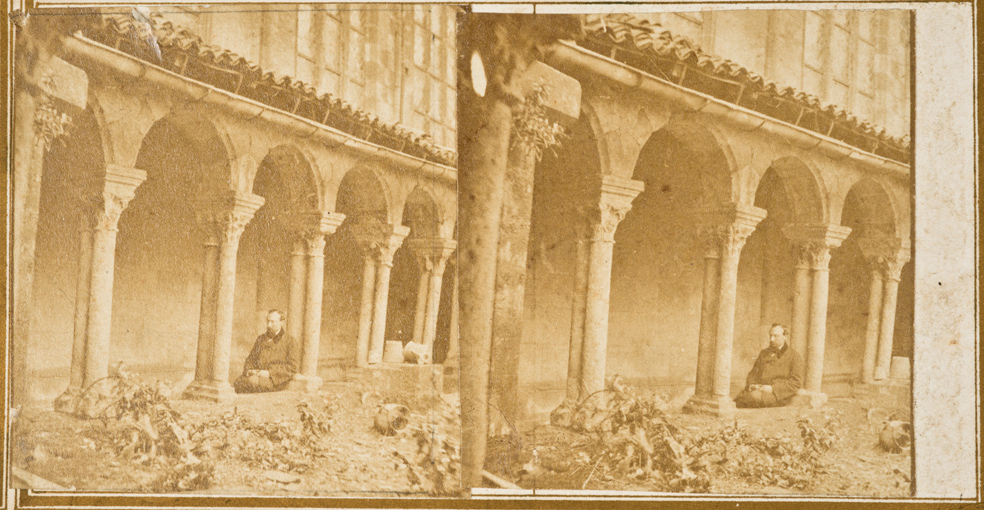
Alfred Perlat, autoportrait dans le cloître de l'église Notre-Dame-la-Grande de Poitiers, vue stéréoscopique sur papier albuminé, 1859

En 1863, Alfred Perlat participe à la 5e exposition de la Société française de photographie où il présente des portraits et paysages. La même année il réalise le portrait d'Henry Somerset, Duc de Beaufort ce qui apporte un grand prestige à son atelier de portraits. L'atelier, très actif de 1859 à 1898, se spécialise aussi dans les reproductions d’œuvres d'art et les vues de monuments. En 1898, Perlat cède son fonds de commerce et plus de 27000 plaques de verre au photographe belge Victor Merken.

## Œuvre
Perlat est l'auteur de nombreuses vues de monuments de la Vienne, des Deux-Sèvres mais aussi de l'Indre-et-Loire, mais ce sont ses vues de constructions nouvelles et des transformations du paysage poitevin qui sont les plus étonnantes et les plus remarquables. Dans celles-ci, il expérimente les possibilités de la photographie, notamment par l'usage du panoramique et de la séquence afin de documenter la progression des chantiers de la préfecture de la Vienne et de l'hôtel de ville. Il réalise au printemps 1865 un grand panoramique en 5 clichés représentant le quartier de la gare de Poitiers, ce travail lui mérite sa première médaille d'argent à l'exposition de Niort. En 1877, il présente plusieurs épreuves dans l'exposition de la Société des Archives Photographiques, Historiques et Monumentales, fondée au Havre par le photographe Émile Letellier et dont Perlat est un membre actif. 
Il réalise des ouvrages illustrés, notamment un album consacré aux dessins des collections du musée de Poitiers.
Il reçoit une médaille de bronze à l'Exposition universelle de 1889.

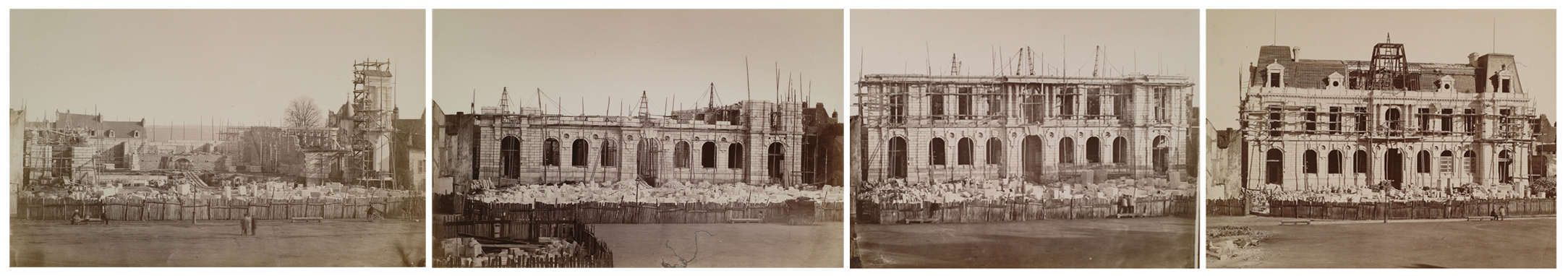
Construction de l'hôtel de ville de Poitiers, série de quatre photographies, 1873-1874

## Expositions et médailles (sélection)
- Paris, 1863, 5e exposition de la Société française de photographie.
- Niort 1865 (médaille d'argent pour le Panorama de Poitiers, vue prise depuis les coteaux de Pont-Achard)
- Le Havre 1877, Exposition de la Société des archives photographiques, historiques et monumentales
- Paris 1889, médaille de bronze pour ses œuvres et le « chevalet automatique Perlat ».

## Publications
- Alphonse Le Touzé de Longuemar, Album historique de Poitiers : coup d’œil sur les monuments de l'ancienne capitale du Poitou, photographies d'Alfred Perlat, Poitiers, A. Dupré, 1862
- Alfred Perlat, Dessins originaux des grands maîtres : reproductions en phototypie pour servir de guide dans l'étude des diverses écoles anciennes et modernes, Poitiers, Oudin, 1884

## Chronologie

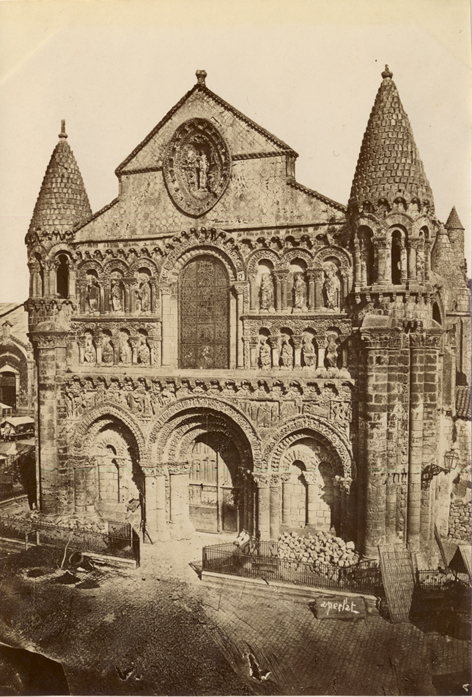
Notre-Dame-la-Grande, photographiée par Alfred Perlat, épreuve sur papier albuminé vers 1870

## Collections publiques
- Poitiers, Musée Sainte-Croix
- Poitiers, Médiathèque François-Mitterrand
- Paris, Musée d'Orsay
- Paris, Bibliothèque nationale de France